# Лубјењ Кујавски
Лубјењ Кујавски (пољ. Lubień Kujawski) град је у Пољској у Војводству кујавско-поморском. По подацима из 2012. године број становника у месту је био 1398.

## Становништво
| 2012. |
| ----- |
| 1.398 |